# Unforgettable (1ª temporada)
A 1ª Temporada da série americana da CBS, Unforgettable, foi lançada em 20 de Setembro de 2011 e finalizou em 8 de Maio de 2012, com um total de 22 episódios. Foi ao ar nas terças-feiras às 22h.

## Enredo
Carrie Wells, uma detetive exonerada de Syracuse, Nova Iorque, tem hipertimesia, uma condição médica rara que dá a ela a capacidade de lembrar-se de tudo. Ela se junta, relutantemente, ao Departamento de Polícia de Nova Iorque, no Queens, na unidade de homicídios após o seu ex-parceiro e namorado pedir sua ajuda para solucionar um caso. A volta à polícia permite que ela tente descobrir a única coisa que ela tem sido incapaz de se lembrar, que é o que aconteceu no dia em que sua irmã foi assassinada.

## Elenco

### Elenco Principal
- Poppy Montgomery como Det. Carrie Wells (22 episódios)
- Dylan Walsh como Ten. Al Burns (22 episódios)
- Kevin Rankin como Det. Roe Sanders (22 episódios)
- Michael Gaston como Det. Mike Costello (22 episódios)
- Daya Vaidya como Det. Nina Inara (22 episódios)
- Jane Curtin como Dra. Joanne Webster (9 episódios)

### Elenco Recorrente
- Britt Lower como Tanya Sitkowsky (12 episódios)
- Omar Metwally como Promotor Adam Gilroy (2 episódios)
- Deanna Dunagan como Alice Wells (5 episódios)
- Haley Murphy como Rachel Wells (2 episódios)
- James Urbaniak como Walter Morgan (3 episódios)
- Victoria Leigh como Carrie Wells (jovem) (3 episódios)

## Episódios
| Seq. | Ep. | Titulo                          | Director          | Escritoe                         | Exibido Originalmente   | Audiência EUA (milhões) |
| ---- | --- | ------------------------------- | ----------------- | -------------------------------- | ----------------------- | ----------------------- |
| 1    | 1   | "Pilot"                         | Niels Arden Oplev | Ed Redlich & John Bellucci       | 20 de setembro de 2011  | 14.09                   |
| 2    | 2   | "Heroes"                        | Niels Arden Oplev | Sherri Cooper & Jennifer Levin   | 27 de setembro de 2011  | 12.43                   |
| 3    | 3   | "Check Out Time"                | John David Coles  | Joan Binder Weiss                | 4 de outubro de 2011    | 11.58                   |
| 4    | 4   | "Up In Flames"                  | Niels Arden Oplev | Michael Foley & Erik Oleson      | 11 de outubro de 2011   | 11.72                   |
| 5    | 5   | "With Honor"                    | Peter Werner      | Erik Oleson                      | 18 de outubro de 2011   | 11.88                   |
| 6    | 6   | "Friended"                      | Niels Arden Oplev | Sherri Cooper & Jennifer Levin   | 25 de outubro de 2011   | 11.25                   |
| 7    | 7   | "Road Block"                    | Jean de Segonzac  | Heather Bellson & Christal Henry | 1 de novembro de 2011   | 11.34                   |
| 8    | 8   | "Lost Things"                   | John Showalter    | Jan Nash                         | 8 de novembro de 2011   | 11.72                   |
| 9    | 9   | "Golden Bird"                   | Paul Holahan      | Michael Foley                    | 15 de novembro de 2011  | 11.37                   |
| 10   | 10  | "Trajectories"                  | Anna Foerster     | Erik Oleson                      | 22 de novembro de 2011  | 10.42                   |
| 11   | 11  | "Spirited Away"                 | Karen Gaviola     | Joan B. Weiss                    | 13 de dezembro de 2011  | 11.30                   |
| 12   | 12  | "Butterfly Effect"              | Jace Alexander    | Sam Montgomery                   | 3 de janeiro de 2012    | 11.88                   |
| 13   | 13  | "Brotherhood"                   | John Coles        | Jim Adler                        | 10 de janeiro de 2012   | 11.20                   |
| 14   | 14  | "Carrie's Caller"               | Aaron Lipstadt    | Ed Redlich & John Bellucci       | 7 de fevereiro de 2012  | 11.86                   |
| 15   | 15  | "The Following Sea"             | Oz Scott          | Jan Nash & Michael Foley         | 14 de fevereiro de 2012 | 11.03                   |
| 16   | 16  | "Heartbreak"                    | Anna Foerster     | Spencer Hudnut                   | 21 de fevereiro de 2012 | 10.70                   |
| 17   | 17  | "Blind Alleys"                  | Peter Werner      | Erik Oleson & Heather Bellson    | 28 de fevereiro de 2012 | 9.93                    |
| 18   | 18  | "The Comeback"                  | Jean de Segonzac  | Michael Foley & Christal Henry   | 20 de março de 2012     | 11.32                   |
| 19   | 19  | "Allegiances"                   | Oz Scott          | Joan B. Weiss                    | 27 de março de 2012     | 10.51                   |
| 20   | 20  | "You Are Here"                  | Jean de Segonzac  | Jim Adler                        | 10 de abril de 2012     | 9.45                    |
| 21   | 21  | "Endgame" (Part 1)              | Ken Girotti       | Jan Nash & Steven Maeda          | 1 de maio de 2012       | 10.66                   |
| 22   | 22  | "The Man in the Woods" (Part 2) | John Coles        | Ed Redlich & John Bellucci       | 8 de maio de 2012       | 10.84                   |

## Cancelamento e Renovação
Em 13 de Maio de 2012, CBS confirmou o cancelamento da série mesmo tendo uma boa audiência no período em que foi exibida. Um grupo de fãs se organizou para tentar salvar a série do cancelamento. Eles se juntaram para criar uma campanha chamada "Save Unforgettable" e convencer outros canais de televisão a pegar a série. TNT e Lifetime logo expressaram interesse em adquirir o show, antes de desistirem da ideia. No entanto, em 29 de junho de 2012, a CBS confirmou que Unforgettable voltaria para uma segunda temporada, no verão de 2013, com uma encomenda de 13 episódios.
1. ↑  Goldberg, Lesley (29 de junho de 2012). «It's Official: CBS Revives 'Unforgettable' for Summer 2013». The Hollywood Reporter (em inglês). Consultado em 11 de junho de 2025